# 大阪府立美原高等学校
大阪府立美原高等学校（おおさかふりつ みはらこうとうがっこう）は、大阪府堺市美原区にある公立高等学校。

## 概要
当時の美原町が町内に普通科高等学校を誘致していたことを受けて、1976年に現在地に開校した。
全日制普通科を設置している。体育専門コースがあり、希望者は2・3年次に選択科目として体育の専門科目の授業を多く履修することができる。
1-2年生の英語と1年生の数学科では少人数授業を取り入れ、学力の定着と伸張を図っている。またオーストラリアへの語学研修や交換留学生の受け入れ、国際理解バザーの実施などの国際理解教育にも力を入れている。
建設工事の際に学校予定地から平尾遺跡が発見されたため、遺跡に配慮して校舎配置を当初予定から変更した。

## 沿革
- 1975年3月13日 - 大阪府議会、大阪府立第102高等学校（仮称）の設立を決定。
- 1975年6月4日 - 大阪府議会、工事請負契約を承認する。この日を創立記念日とする。
- 1976年1月1日 - 大阪府条例により大阪府立美原高等学校を設置。
- 1976年4月1日 - 大阪府立美原高等学校として開校。全日制普通科を設置。
- 2011年 - 体育専門コースを設置。

## 交通
- 近鉄南大阪線 河内松原駅から近鉄バス乗車、「平尾西」バス停下車。
- 南海高野線 初芝駅から南海バス乗車、「美原高校前」または「船戸下」下車。